# 제이 W. 젠슨
제이 W. 젠슨(Jay W. Jensen, 1931년 8월 4일 ~ 2007년 2월 17일)은 미국의 배우이다.
코럴게이블즈에서 사망하였다.

## 영화
- 바이킹의 혈투 (1978년)
- 오토바이 늑대인간 (1971년)
- 벨보이 (1960년)